# Žiljci
Žiljci (em cirílico: Жиљци) é uma vila da Sérvia localizada no município de Brus, pertencente ao distrito de Rasina. A sua população era de 402 habitantes segundo o censo de 2011.

## Demografia
| 1948 | 1953 | 1961 | 1971 | 1981 | 1991 | 2002 | 2011 |
| ---- | ---- | ---- | ---- | ---- | ---- | ---- | ---- |
| 407  | 448  | 415  | 344  | 410  | 402  | 427  | 402  |